# دی‌هیدروآرتمیزینین
دی‌هیدروآرتمیزینین (به انگلیسی: Dihydroartemisinin) یک ترکیب شیمیایی با شناسه پاب‌کم ۱۰۷۷۷۰ است. 